# جابة (قارة)

تعديل مصدري - تعديل

جابة هي إحدى قرى عزلة قارة بمديرية قارة التابعة لمحافظة حجة، بلغ تعداد سكانها 179 نسمة حسب تعداد اليمن لعام 2004.